# فولتون (اجتماع)، ویسکانسین
فولتون (به انگلیسی: Fulton) یک منطقهٔ مسکونی در ایالات متحده آمریکا است که در شهرستان راک، ویسکانسین واقع شده‌است. فولتون ۲۴۲٫۹۳ متر بالاتر از سطح دریا واقع شده‌است.